# Hans Asplund
Hans Karl Otto Asplund (Utö, 16 de agosto de 1921 – Lund, 8 de janeiro de 1994) foi um arquiteto e professor universitário sueco.
Asplund cunhou o termo "brutalismo" para descrever o estilo arquitetônico de Villa Göth em Uppsala, projetada em 1949 por Bengt Edman e Lennart Holm. Trabalhou em Nova York, no escritório de arquitetura das Nações Unidas e foi professor na Universidade de Lund de 1964 a 1987.
Tornou-se um forte crítico do modernismo, listando sistematicamente todas as falhas que via neste estilo.

## Biografia
Asplund nasceu na pequena ilha de Utö, no arquipélago de Estocolmo, em 1921. Era filho de Erik Gunnar Asplund, arquiteto expoente do neoclássico e do funcionalismo sueco e que posteriormente se tornou um dos pioneiros do modernismo sueco e de Gerda Sellman. O casamento de Gunnar e Gerda acabou em divórcio em 1934, devido ao interesse crescente dela em fundamentalismo religioso. Gunnar morreu em 20 de outubro de 1940, aos 55 anos e foi sepultado no Cemitério do Bosque (Skogskyrkogården), que ele mesmo projetou.
De 1944 a 1947, estudou no Instituto Real de Tecnologia, em Estocolmo, onde se formou arquiteto. Ainda em 1947, ganhou um prêmio em um concurso para a construção de um centro comunitário em Eslöv. Representou a Suécia nos Jogos Olímpicos de Verão de 1948, na categoria de Arte, onde medalhas foram dadas nas categorias de arquitetura, literatura, música, pintura e escultura.
Trabalhou no escritório de arquitetura das Nações Unidas em Nova York de 1947 a 1948, no escritório de arquitetura da Kooperativa Förbundet de 1948 a 1950 e do Nordiska Kompaniet de 1951 a 1953. Foi professor de arquitetura na Universidade de Lund de 1964 a 1987. Asplund foi um modernista durante a maior parte de seu período criativo como arquiteto e professor. Mais tarde, tornou-se um crítico do modernismo. Em 1980, publicou o livro Farväl Until Functionalismen (“Adeus Funcionalismo”), no qual listou sistematicamente o que acreditava serem as deficiências do modernismo.

## Morte
Asplund se aposentou em 1988. Morreu em Lund, em 8 de janeiro de 1994, aos 72 anos e foi sepultado no Cemitério do Bosque, projetado por seu pai.